# Camps de Can Volant
Els Camps de Can Volant és un grup de camps de conreu del terme municipal de Sant Quirze Safaja, a la comarca del Moianès, en territori del poble de Bertí.
Es tracta d'uns camps de conreu situats al costat sud-oest de les restes de la masia de Can Volant, en el vessant de llevant del Serrat de les Escorces i el sud-est del Puigfred.
El topònim és un topònim romànic modern de caràcter descriptiu: expressa exactament el que signifiquen aquestes paraules de forma literal.